# The Green Terror
The Green Terror (em português:  O terror verde) é um filme mudo britânico de 1919, do gênero policial, dirigido por W. P. Kellino e estrelado por Aurelio Sidney, Heather Thatcher e W.T. Ellwanger. Foi baseado no romance homônimo, de Edgar Wallace. O longa tem uma duração de 60 minutos.

## Elenco
- Aurelio Sidney — Beale
- Heather Thatcher — Olive Crosswell
- W.T. Ellwanger — Dr. Harden
- Cecil del Gue — Punsunby
- Maud Yates — Hilda Glaum
- Arthur Poole — Kitson